# Анна Таннікліфф
Анна Таннікліфф  (англ. Anna Tunnicliffe, 17 жовтня 1982) — американська яхтсменка, олімпійська чемпіонка.

## Виступи на Олімпіадах
| Олімпіада  | Дисципліна | Місце |
| ---------- | ---------- | ----- |
| Пекін 2008 | Лазер      | 1     |